# وجه دستوری
وَجه دستوری صورتی است از فعل که نظر گوینده را نسبت به قطعی و غیرقطعی بودن یا امری بودن فعل روشن می‌کند. فعل در زبان فارسی امروز سه وجه دارد اخباری، التزامی و امری.
وجه شیوه‌ای از کاربرد فعل است که گوینده به‌وسیلهٔ آن نگرش خود را نسبت به جریان وقوع فعل بیان می‌دارد. وجه فعل به شکل‌هایی از فعل گفته می‌شود که مفاهیمی مانند خبر، احتمال، امر، آرزو یا تمنا را بیان می‌کنند. این ویژگی بخشی از دستور زبان است و معمولاً در قالب صرف فعل بروز می‌کند.
در تعریف فرهنگستان زبان و ادب فارسی، وجه، «تمایز دستوری در صورت افعال است که دیدگاه و نظر گوینده یا نویسنده را نسبت به وضعیت توصیف‌شده در پاره‌گفتار نشان می‌دهد.»
در بسیاری از زبان‌ها، وجه فعل به دو صورت اصلی تقسیم می‌شود:
- وجه اِخباری: برای بیان رویدادهای واقعی و قطعی. (وجه اخباری در شماری از زبان‌ها زیرمجموعه‌ای از وجهی کلی‌تر به نام وجه واقع‌نما است)
- وجه اِلتزامی: برای رویدادهای فرضی یا غیرواقعی. (وجه التزامی در شماری از زبان‌ها زیرمجموعه‌ای از وجهی کلی‌تر به نام وجه غیرواقع‌نما است)

این دو وجه در واقع دو قطب یک نظام هستند که تفاوت میان واقعیت و فرض را نشان می‌دهند. به‌علاوه، وجوه دیگری مانند وجه امری، شرطی، وصفی و مصدری نیز وجود دارند.
در زبان فارسی معمولاً وجوه زیر دیده می‌شوند:
| نام وجه | نام دیگر فارسی | نام انگلیسی | تعریف | نمونه                       |
| ------- | -------------- | ----------- | --- | --------------------------- |
| اِخباری  | گزارشی         | Indicative  | این وجه مختص رویدادهای واقعی یا رویدادهایی است که از رخ دادن آن‌ها اطمینان داریم. | بهنام به مدرسه می‌رود.       |
| اِلتِزامی | پیرو           | Subjunctive | هنگامی به کار می‌رود که انجام فعل واقعیت ندارد یا از رخ دادن آن مطمئن نیستیم و می‌خواهیم پنداشت، احتمال، میل، قصد، دستور، خواهش و مانند آن را بیان کنیم. فعلی که دارای وجه التزامی است همیشه دنبال فعل دیگر (مانند می‌خواهم بروم/ مبادا بروی/ خوب است برود/ باید برود/ شاید برود و…) یا کلمهٔ دیگر (مانند کاش بروم/ اگر بروم/ به‌شرط آن‌که بروم و…) می‌آید. به این خاطر به آن التزامی می‌گویند یعنی در التزام (همراه) فعل یا واژه دیگر به‌کار می‌رود. | بهنام باید نامه را بنویسد.  |
| امری    | دستوری         | Imperative  | برای بیان دستور، خواهش، درخواست، هشدار، راهنمایی و مانند آن به کار می‌رود. وجه امری زیرشاخه‌ای از وجه التزامی‌ست و از آن ساخته می‌شود با این تفاوت که شناسهٔ دوم شخص مفرد (تو) پوچ است. | بهنام نامه را بنویس.        |
| تمنایی  | آرزومندی       | Optative    | برای بیان وضعیتی به کار می‌رود که منوط به درخواست تمنایی است. | زنده باد بهنام. دست مریزاد. |

در برخی منابع وجهی به نام وجه وصفی نیز تعریف می‌شود.
بنا بر این تعریف، وجه وصفی وجهی از فعل است که به‌صورت صفت مفعولی (بن ماضی+ ه) بیان می‌شود؛ مانند «کرده» در جملهٔ زیر:
از هر یک از دو ماده ۲۰۰ گرم بردارید. نخست آن‌ها را در یک لیتر آب مخلوط کنید، سپس آن‌ها را خشک کرده بر پارچه‌ای تیره و خشک در زیر آفتاب پهن کنید. («کرده» به‌جای «کنید» و برای پرهیز از تکرار آن آمده است).
هنگامی که بتوان وجه اصلی (اخباری، التزامی یا امری) فعل را به‌کار برد، وجه وصفی را به‌کار نمی‌بریم؛ زیرا وجه وصفی تنها بنابه ضرورت و برای پرهیز از تکرار یک صیغهٔ صرفی از یک فعل به‌کار می‌رود،
برخی منابع وجوه دیگری تحت عنوان شرطی و غیرشخصی هم در فارسی تعریف کرده‌اند.

## وجه و وجهیت در زبان‌شناسی
در زبان‌شناسی، دو مقولهٔ «وجه» و «وجهیت» با یکدیگر رابطه‌ای نزدیک دارند. وجه به ساختار دستوریِ فعل مربوط می‌شود و نشان می‌دهد که گوینده با چه رویکردی دربارهٔ یک رویداد یا وضعیت صحبت می‌کند. از سوی دیگر، وجهیت بیشتر ناظر به معناست و بیانگر نگرش یا باور گوینده نسبت به واقعیت داشتن یا نداشتن یک گزاره است. به‌عبارت دیگر، وجه بخشی از ابزارهای نحوی برای بیان وجهیت است.
می‌توان گفت که وجه و وجهیت دو جنبهٔ مکمل یکدیگرند: وجه، ابزار زبانی برای بیان وجهیت است و وجهیت، ناظر به معنای نهفته در آن ابزار. گوینده با توجه به میزان اطمینان، باور یا تمایل خود، از عناصر وجهی مناسب برای تأثیرگذاری بر مخاطب یا انتقال دیدگاهش بهره می‌گیرد.
برخی زبان‌شناسان بین وجه و وجهیت تفاوتی قائل نمی‌شوند و آن‌ها را به‌جای هم به کار می‌برند، اما گروهی دیگر، وجهیت را یک مقولهٔ معنایی و وجه را صورت نحوی آن می‌دانند. به‌طور کلی می‌توان گفت وجهیت ناظر به کل جمله است، در حالی که وجه، ابزار دستوری درون جمله برای بیان این نگرش است.
در دستور زبان عربی، وجه به‌عنوان یک عنصر صرفی شناخته می‌شود که با فعل ترکیب می‌شود، اما عناصر وجهی (موجهات) الزاماً چنین ویژگی‌ای ندارند. در این زبان نیز میان وجوه مختلف مانند اخباری، امری، التزامی و تأکیدی تمایز گذاشته شده است.

### وجهیت
وجهیت اطلاعات معنایی‌ای است که دیدگاه گوینده را نسبت به آنچه می‌گوید، نشان می‌دهد. هر جمله نوعی وجهیت دارد که نشان می‌دهد گوینده چقدر به محتوای آن باور دارد یا آن را واقعی می‌پندارد. وجهیت می‌تواند نشانگر اطمینان، تردید، الزام، خواستن یا توانایی باشد.
وجهیت را می‌توان به دو دستهٔ عمده تقسیم کرد:
1. وجهیت شناختی

وجهیت شناختی (معرفتی) بیانگر میزان باور گوینده به درستی یک گزاره است و معمولاً بر اساس دانش، اطلاعات یا شواهد موجود بیان می‌شود. گوینده در این حالت ممکن است کاملاً مطمئن باشد، یا تنها حدس بزند. برای نمونه، وقتی می‌گوید: «شاید باران بیاید»، در حال بیان احتمالی از یک رویداد است.
در وجهیت شناختی، معمولاً زمان جمله حال است و تأکید بر ارزیابی ذهنی گوینده از صدق یا کذب یک وضعیت جاری است.
1. وجهیت تکلیفی

در این نوع وجهیت، گوینده به جای توصیف واقعیت، دربارهٔ بایدها و نبایدها سخن می‌گوید. افعالی مثل «باید»، «اجازه دارد» یا «ممنوع است» از جمله ابزارهای این نوع وجهیت‌اند. در این‌جا تأکید بر الزام یا اختیار مخاطب در انجام عملی در آینده است. برای مثال، «باید در جلسه شرکت کنید» جمله‌ای با وجهیت تکلیفی است.
1. وجهیت پویا

وجهیت پویا (یا توانمندی) به توانایی، میل یا ارادهٔ فرد برای انجام کاری مربوط می‌شود. در این نوع، گوینده دربارهٔ قابلیت یا خواست کنشگر جمله صحبت می‌کند. جمله‌هایی مانند «می‌توانم این کار را انجام دهم» یا «او می‌خواهد سفر کند» نمونه‌هایی از وجهیت پویا هستند.